# Arseni Dmitrijewitsch Mironow

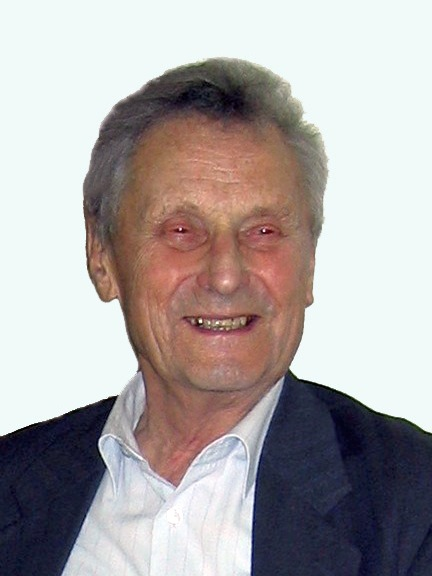
Arseni Dmitrijewitsch Mironow

Arseni Dmitrijewitsch Mironow (russisch Арсений Дмитриевич Миронов; * 12. Dezemberjul. / 25. Dezember 1917greg. in Wladimir; † 3. Juli 2019 in Schukowski) war ein sowjetischer Testpilot, Aerodynamiker und Hochschullehrer.

## Leben
Mironows Vater Dmitri Iwanowitsch Mironow (1884–1956) arbeitete als Elektroingenieur im Klasson-Wasserkraftwerk bei Noginsk und zog vor Mironows Einschulung mit der Familie nach Moskau, um bei Mosenergo zu arbeiten. Nach dem Abschluss der siebenjährigen Schule 1932 absolvierte Mironow die zweijährige Mosenergo-Schule für Betriebslehre und arbeitete dann wie sein Vater als Elektromechaniker in den zentralen Mosenergo-Werkstätten. Daneben begann er 1935 das Studium an der Abend-RabFak zur Vorbereitung auf das Studium am Moskauer Energetischen Institut. Als ein älterer Student des Moskauer Aviatik-Instituts (MAI) bei den RabFak-Studenten für das MAI-Studium warb, begeisterte sich Mironow für die Luftfahrt und wurde 1936 Student der Flugzeug-Fakultät des MAI. Im MAI-Aeroclub absolvierte er einen Flugkurs und flog 1939 allein die Polikarpow Po-2. Er lernte das Segelfliegen und das Fallschirmspringen. Ab dem vierten Jahreskurs studierte er in der neuen Fachrichtung Flugerprobung. 1940 heiratete er seine Kommilitonin Olga Jewgenjewna Rudnewa (1919–2017), die dann im Moskauer Gorbunow-Flugzeugwerk Nr. 22 arbeitete.
Im Mai 1941 begann Mironow im neuen Institut für Flugforschung (LII) der UdSSR in Schukowski zu arbeiten (entstanden als Ableger des Zentralen Aerohydrodynamischen Instituts (ZAGI)), in dem nun auch seine Frau arbeitete. Drei Tage nach Beginn des Deutsch-Sowjetischen Krieges begann Mironows Tätigkeit als Testpilot-Praktikant im LII. Im September 1941 wurde er Ingenieur in dem von Max Arkadjewitsch Taiz geleiteten Laboratorium Nr. 2 des LII. Während des Krieges war er an den im LII und in den Flugzeugfabriken durchgeführten Arbeiten zur Untersuchung und Beseitigung der Gründe für die Verschlechterung der Flugeigenschaften der Kampfflugzeuge beteiligt. Er nahm als Führungsingenieur, Navigator und Transportpilot an Test- und sonstigen Flügen teil. Unter der Leitung Grigori Semjonowitsch Kalatschows wirkte Mironow an Kontrollversuchen in Moskau und Nowosibirsk an Serienflugzeugen und den vom ZAGI und LII modifizierten Flugzeugen MiG-3, Jak-7B, La-5 und Jak-9U mit. 1943 wurde er bei einem Flugunfall schwer verletzt.
Nach dem Kriege war Mironow an den im LII auf Initiative Iwan Wassiljewitsch Ostoslawskis durchgeführten Strömungsuntersuchungen im Bereich der Schallgeschwindigkeit beteiligt, bei denen die sogenannten Flügelbomben, d. h. Flugmodelle mit Massen von anfänglich 600 kg mit schwerer Nase und Mess- und Registriereinrichtungen, aus Tu-2-Flugzeugen (später auch Iljuschin Il-28 und Suchoi Su-7) abgeworfen wurden. Bei den ballistischen Trajektorien wurden in der vorgegebenen Höhe von 2000–3000 m Mach-Zahlen von 1,05–1,10 erreicht. Der Teil mit den Mess- und Registriereinrichtungen löste sich von dem Modell und schwebte an einem Fallschirm zu Boden.
Nach Beschwerden von Anwohnern über den Lärm von MiG-19-Überschalltestflügen der Sokol-Flugzeugfabrik wurde auf Anweisung des ZK der KPdSU 1957 im LII unter Leitung Ostoslawskis und Mironows ein Programm mit dem Testpiloten Sergei Nikolajewitsch Anochin zur Untersuchung der Lärmbelastungen von Überschallflügen begonnen. Dies führte zu Regeln für den Überschallflug, der nur in Höhen über 10.000 m zugelassen wurde. Die Ergebnisse wurden von der Internationalen Zivilluftfahrtorganisation (ICAO) aufgenommen. 1972 gründete die ICAO das Sonic Boom Committee, in dem Mironow als Experte aus der UdSSR erfolgreich an der Entwicklung der Regeln im Anhang 16 des Abkommens über die Internationale Zivilluftfahrt mitarbeitete. Nach 1978 war Mironow Vertreter der UdSSR in der Arbeitsgruppe für Fluglärm der sowjetisch-französischen Kommission für Luftfahrt-Umweltschutz.
Im Rahmen der sowjetischen Raumfahrtprogramme führte Mironow Untersuchungen der Effekte der Schwerelosigkeit auf den Menschen durch. Das LII und das Tupolew-Konstruktionsbüro erstellten dazu in den 1960er Jahren ein fliegendes Laboratorium (LL) auf der Basis der Tupolew Tu-104. Die Arbeiten begannen mit dem Testpiloten Anochin. Später kamen die LII-Testpiloten Walentin Petrowitsch Wassin und Pjotr Iwanowitsch Kasmin hinzu. Zu den beteiligten Wissenschaftlern gehörten Gai Iljitsch Sewerin und Mironow. In der Folge wurden Ausrüstungen mit Juri Alexejewitsch Gagarin, Wladimir Michailowitsch Komarow, Konstantin Petrowitsch Feoktistow, Wladimir Wiktorowitsch Aksjonow und Alexei Stanislawowitsch Jelissejew getestet.
1968–1975 führte Mironow zusammen mit W. S. Gratschow Untersuchungen der aerodynamischen Eigenschaften der Flügel des in der Entwicklung befindlichen Überschallpassagierflugzeugs Tupolew Tu-144 durch. An den LL-Flügen waren Igor Petrowitsch Wolk, Oleg Wassiljewitsch Gudkow und Wladislaw Iljitsch Loitschikow beteiligt. Mironow leitete die LII-Brigade für die Staatsprüfung der Suchoi Su-24. Er beteiligte sich an der Untersuchung von Flugunfällen, darunter der Absturz Gagarins und Wladimir Sergejewitsch Serjogins mit einer Mikojan-Gurewitsch MiG-15. Als Mitglied der Flug-Unterkommission der staatlichen Kommission für Katastrophenuntersuchung vertrat er eine wissenschaftliche Position und widerlegte Verschwörungstheorien.
Mironow leitete die Abteilung 2 des LII. 1969 wurde er einer der Stellvertreter des LII-Chefs Wiktor Wassiljewitsch Utkin und 1974 Erster Stellvertreter. Nach dem Tod Utkins 1981 leitete Mironow das LII bis 1985, als Konstantin Konstantinowitsch Wassiltschenko Chef des LII wurde. Von Ende der 1950er Jahre bis 1988 beteiligte er sich an der Ausbildung der Studenten am Lehrstuhl 106 des MAI. 1981–1985 leitete er einen Lehrstuhl der Fakultät für Aeromechanik und Flugtechnik des Moskauer Instituts für Physik und Technologie (MFTI).
1985 wechselte Mironow in das Amt eines Sektorchefs im LII. Ab Juni 1996 arbeitete er im LII als wissenschaftlicher Hauptmitarbeiter und untersuchte den Einfluss des menschlichen Faktors auf die Sicherheit der Piloten.
Mironows Sohn Michail (* 1944) wurde Physiker im Moskauer Andrejew-Institut für Akustik der Russischen Akademie der Wissenschaften. Mironows Tochter Olga Arsenjewna Maxakowa (* 1946) wurde Psychotherapeutin im Moskauer Burdenko-Institut für Neurochirurgie.

## Ehrungen, Preise
- Sportmeister der Sowjetunion im Segelfliegen
- Stalinpreis III. Klasse (1949)
- Orden des Roten Banners der Arbeit (1957)
- Ehrenzeichen der Sowjetunion (1982)
- Leninorden (1966)
- Jubiläumsmedaille „Zum Gedenken an den 100. Geburtstag von Wladimir Iljitsch Lenin“ (1970)
- Medaille „30. Jahrestag des Sieges im Großen Vaterländischen Krieg 1941–1945“ (1975)
- Staatspreis der UdSSR im Bereich Wissenschaft und Technik (1976) für die Erprobung der Suchoi Su-24[4]
- Medaille „Veteran der Arbeit“ (1985)
- Ehrenflugzeugbauer der UdSSR[1]
- Gromow-Medaille des LII (2011)[1]
- Kalaschnikow-Medaille des Ministeriums für Industrie und Handel der Russischen Föderation zu Mironows 100. Geburtstag am 25. Dezember 2017
- Ehrenbürger der Stadt Schukowski[1]